# Matthias Logologo
Matthias Logologo (* 24. Juni 2002) ist ein amerikanisch-samoanischer Fußballspieler auf der Position eines Torwarts, der auf Vereinsbasis bei Pago Youth A spielt und im Jahr 2023 in der amerikanisch-samoanischen Fußballnationalmannschaft debütierte.

## Karriere
Der aus Pago Pago stammende Matthias Logologo wurde am 24. Juni 2002 geboren und spielte bereits in jungen Jahren Fußball und American Football. Auch während seiner Schulzeit an der Samoana High School und später am American Samoa Community College übte er diese beiden Sportarten aus. Während er auf Vereinsebene beim amerikanisch-samoanischen Erstligisten Pago Youth A spielte, wurde er im Jahr 2023 anlässlich der Pazifikspiele 2023 in den 21-köpfigen amerikanisch-samoanischen Herrenkader für das Fußballturnier aufgenommen. Am 20. November 2023 debütierte er im Lawson-Tama-Stadion auf den Salomonen bei einer deutlichen 0:10-Niederlage gegen Samoa für sein Heimatland, als er in der 59. Spielminute beim Stand von 0:6 für Torwart Penieli Atu, der an diesem Tag ebenfalls sein Debüt gab, eingewechselt wurde und danach noch vier Gegentreffer hinnehmen musste. Dies war zugleich Logologos letzter Einsatz im Turnier und sein bislang letzter bekannter Einsatz im amerikanisch-samoanischen Nationalteam.